# Носсида
Носсида (др.-греч. Νοσσίς) — древнегреческая поэтесса из Локр в Южной Италии, жившая в IV—III вв. до н. э.  Автор вдохновленных творчеством Сапфо эпиграмм, каковых сохранилось двенадцать. Включалась в канон 9 лирических поэтесс, или муз. На берегу моря в Локри ей установлен памятник.

## Тексты
- Палатинская антология, книги V, VI, VII, IX.
- Эпиграммы Носсиды (древнегреческий текст с английским подстрочником) Архивная копия от 13 мая 2006 на Wayback Machine
- Эпиграммы Носсиды (поэтический перевод на русский язык) Архивная копия от 20 апреля 2016 на Wayback Machine